# Матюха, Андрей Владимирович
Андрей Владимирович Матюха (13 марта 1965 — 14 июня 2024) — советский и украинский футболист, полузащитник.

## Игровая карьера
Во взрослом футболе дебютировал в 1983 году в команде «Металлург» (Днепродзержинск).
В 1986 году из киевского СКА перешёл в «Крылья Советов». В этом сезоне самарская команда завоевала путёвку в первую лигу и заняла 3-е место в чемпионате РСФСР.
В следующем году вернулся на Украину. Продолжил карьеру в командах «Шахтёр» (Павлоград), «Металлург» (Запорожье) и «Ворскла» (Полтава). В полтавской команде сыграл 104 матча в чемпионатах СССР, а также дебютировал в первой лиге чемпионата Украины.
Перед стартом второго чемпионата Украины перешёл в «Торпедо» (Запорожье), где 16 августа 1992 года в игре с «Днепром» дебютировал уже в высшей лиге. В следующем году выступал в высшем дивизионе Молдавии, играя за КСС Амоком.
С августа 1993 года играл в командах первой и второй лиг украинского чемпионата.
Умер 14 июня 2024 года после продолжительной болезни в возрасте 59 лет.